# ウイスパー・ウォー
『ウイスパー・ウォー』（Whisper War）は、アメリカ合衆国のロックバンドであるザ・キャブのデビュー・スタジオ・アルバム。2008年4月29日にディケイダンス・レコードおよびフュエルド・バイ・ラーメンから発売された。プロデュースはマット・スクワイアとパトリック・スタンプが手がけた。音楽雑誌『ビルボード』のヒートシーカーズ・アルバムチャートでは第1位を獲得。

## 背景
2004年、高校の同級生だったボーカルのアレックス・デロンとベースのキャッシュ・コリガンがザ・キャブを結成。2人はデモ音源の録音を始め、その音源をMySpaceで公開していた。その後、ドラマーのアレックス・ジョンソン、ピアノ&ギターのアレックス・マーシャル、ギターのポール・ガーシアが加わり、2006年1月に地元のレコードレーベルであるオリンパス・レコードと契約を結ぶ。
2007年にメンバーからデモ音源を受け取った当時パニック!アット・ザ・ディスコのドラマーだったスペンサー・スミスの手助けを受けてディケイダンス・レコードと契約した。同じ年にガーシアが脱退し、その後任としてイアン・クロフォードが加入。7月8日、音楽情報サイト『AbsolutePunk』の取材でデロンがデビュー・アルバムについて言及し、「（2008年の）2月か3月に発売予定」であることとマット・スクワイアがプロデュースを手がけることを明かした。
2008年1月9日にアルバムからの第1弾シングルとして「アイル・ラン」、3月25日に第2弾シングルとして「ワン・オブ・ゾーズ・ナイツ」が発売された。

## 楽曲
1曲目の「ワン・オブ・ゾーズ・ナイツ」には、フォール・アウト・ボーイのフロントマンであるパトリック・スタンプとパニック!アット・ザ・ディスコのフロントマンであるブレンドン・ユーリーがボーカルで参加している。ユーリーはメンバーたちの友人であり、かねてよりユーリーに「レコードを作ったら君も参加するか？」と声をかけていた。デロンによれば、ユーリーのボーカル・パートは1テイクで録音されたもの。ミュージック・ビデオには楽曲にも参加したユーリーとスタンプのほかにライアン・ロスやピート・ウェンツも登場している。「アイル・ラン」は新体制になってから初めて作られた楽曲。

## 商業的な反響
| 専門評論家によるレビュー | 専門評論家によるレビュー |
| レビュー・スコア         | レビュー・スコア         |
| 出典                     | 評価                     |
| ------------------------ | ------------------------ |
| AllMusic                 | [ 16 ]                   |

『ウイスパー・ウォー』は、音楽雑誌『ビルボード』のヒートシーカーズ・アルバムチャートで17週にわたってチャートに入り、2008年5月17日付のチャートで第1位を獲得した。2009年10月時点で6万7000枚を売り上げている。
『オールミュージック』のキャサリン・フルトンは、アルバムについて「バンドがさまざまな方向に手を広げ、新たなサウンドを探求する才能を十分に持っていることを示している」と評し
、アルバムの傑出した楽曲として「ザッツ・セヴンティーズ・ソング」を挙げた。音楽誌『激ロック』の吉野将志は、サウンドについてPANIC AT THE DISCOがファースト・アルバムで魅せたダンスビートに、MAROON5やTHE HIGHERを彷彿とさせるピアノ・アレンジと甘酸っぱいメロディーを絡め合わせたようなポップなサウンドと述べた。

## 収録曲
| #         | タイトル                                                                       | 作詞・作曲                                                       | 時間  |
| --------- | ------------------------------------------------------------------------------ | ---------------------------------------------------------------- | ----- |
| 1.        | 「ワン・オブ・ゾーズ・ナイツ」(One of THOSE Nights)                            | アレックス・デロン、ザ・キャブ、パトリック・スタンプ             | 3:49  |
| 2.        | 「バウンス」(Bounce)                                                           | アレックス・デロン、ザ・キャブ                                   | 3:35  |
| 3.        | 「アイル・ラン」(I'll Run)                                                     | アレックス・デロン、ザ・キャブ、マット・スクワイア               | 3:46  |
| 4.        | 「ハイ・ホープス・イン・ヴェルヴェット・ロープス」(High Hopes in Velvet Ropes) | アレックス・デロン、ザ・キャブ、パトリック・スタンプ             | 3:22  |
| 5.        | 「ザット・セヴンティーズ・ソング」(That '70s Song)                             | アレックス・デロン、ザ・キャブ、パトリック・スタンプ             | 3:33  |
| 6.        | 「テイク・マイ・ハンド」(Take My Hand)                                         | アレックス・デロン、ザ・キャブ、ブライアン・リー                 | 3:27  |
| 7.        | 「リスキー・ビジネス」(Risky Business)                                         | アレックス・デロン、ザ・キャブ                                   | 3:35  |
| 8.        | 「アイム・ア・ワンダー」(I'm a Wonder)                                         | アレックス・デロン、ザ・キャブ、パトリック・スタンプ             | 3:33  |
| 9.        | 「ZZZZZ」                                                                      | アレックス・デロン、ザ・キャブ、サム・ホランダー、デイヴ・カッツ | 3:39  |
| 10.       | 「ヴェガス・スカイツ」(Vegas Skies)                                            | アレックス・デロン、ザ・キャブ、マット・スクワイア               | 4:38  |
| 11.       | 「キャン・ユー・キープ・ア・シークレット？」(Can You Keep a Secret?)           | アレックス・デロン、ザ・キャブ、マット・スクワイア               | 3:51  |
| 12.       | 「ディス・シティ・イズ・コンテイジャス」(This City Is Contagious)              | アレックス・デロン、ザ・キャブ、マット・スクワイア               | 3:37  |
| 合計時間: | 合計時間:                                                                      | 合計時間:                                                        | 44:25 |

| #   | タイトル                                                                                  | 作詞・作曲                     | 時間 |
| --- | ----------------------------------------------------------------------------------------- | ------------------------------ | ---- |
| 13. | 「ダイアモンズ・アー・フォーエヴァー」(Diamonds Are Forever)                              | アレックス・デロン、ザ・キャブ | 3:12 |
| 14. | 「ワン・オブ・ゾーズ・ナイツ（ミュージック・ビデオ）」(One of THOSE Nights (Music Video)) |                                |      |

## クレジット
※出典
ザ・キャブ
- アレックス・デロン – ボーカル
- イアン・クロフォード – ギター
- アレックス・ジョンソン – ドラム
- キャッシュ・コリガン – ベース
- アレックス・マーシャル – ピアノ & ギター

追加のミュージシャン
- パトリック・ヴォーン・スタンプ – その他の楽器（M1, M2, M8）、追加のボーカル（M1, M2）
- ブレンドン・ユーリー – 追加のボーカル（M1）
- ジョージ・デロン – 追加のボーカル（M5）

スタッフ
- マット・スクワイア – プロデューサー & エンジニア（M1 - M7, M9 - M12）、ミキシング（M10）
- パトリック・ヴォーン・スタンプ – プロデューサー（M8）、追加のプロデュース（M1, M2）
- エリック・ステンマン（M1 - M7, M9 - M12）
- ビル・レフラー – エンジニア（M8）、追加のエンジニア（M1, M2）
- マシン – ミキシング
- スコット・ハル – マスタリング
- パトリック・フォン – アート・ディレクション、デザイン
- テイマー・レヴィン – 写真
- ソフィア・デロン – カバーモデル
- ピート・ウェンツ – A&R
- スペンサー・スミス – A&R（アシスタント）

## チャート成績
| チャート (2008年)                 | 最高位 |
| --------------------------------- | ------ |
| US Billboard 200                  | 108    |
| US Heatseekers Albums (Billboard) | 1      |

## 発売日一覧
| 国/地域        | 発売日        | 規格 | 規格品番   | レーベル                                    | 備考               |
| -------------- | ------------- | ---- | ---------- | ------------------------------------------- | ------------------ |
| アメリカ合衆国 | 2008年4月29日 | CD   | 442364-2   | ディケイダンス / フュエルド・バイ・ラーメン |                    |
| 日本           | 2008年8月27日 | CD   | WPCR-13102 | ディケイダンス / フュエルド・バイ・ラーメン | 初回盤             |
| 日本           | 2008年8月27日 | CD   | WPCR-13103 | ディケイダンス / フュエルド・バイ・ラーメン | 通常盤             |
| アメリカ合衆国 | 2009年2月10日 | LP   | 442364-1   | ディケイダンス / フュエルド・バイ・ラーメン | 2000枚限定で発売。 |
| アメリカ合衆国 | 2024年4月26日 | LP   | SPREC1102  | スマートパンク                              | [ 26 ]             |